# 魁北克文明博物馆
46°48′54.39″N 71°12′8.58″W / 46.8151083°N 71.2023833°W
魁北克文明博物馆（法語：Musée de la civilisation à Québec）是加拿大魁北克省魁北克市的一个博物馆，位于历史悠久的魁北克老城，邻近圣劳伦斯河。它是由建筑师摩西·萨夫迪设计，1988年12月19日开幕。
博物馆建筑内整合了圣彼得街的前巴黎银行大楼和Maison Estèbe。博物馆举行永久和临时展览，通常是人文学科。此外还有儿童发现区，纪念品商店，餐厅和休闲室，并提供导览服务。 

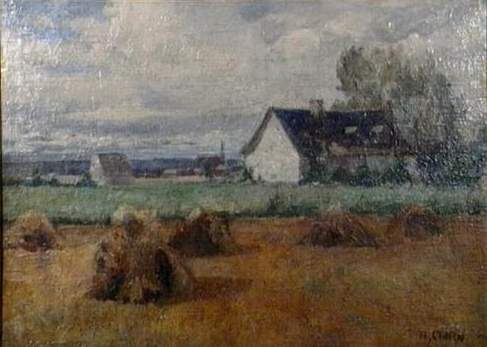
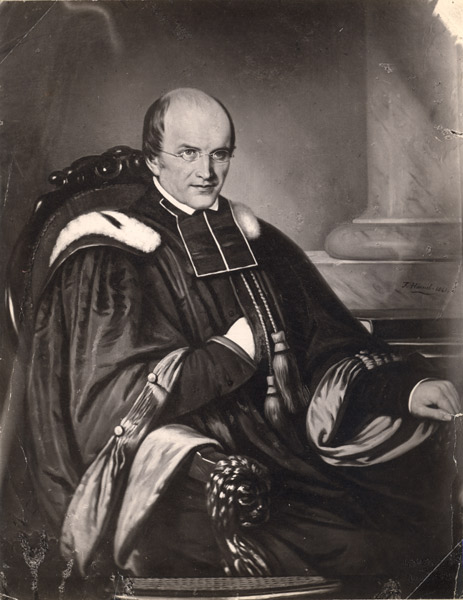
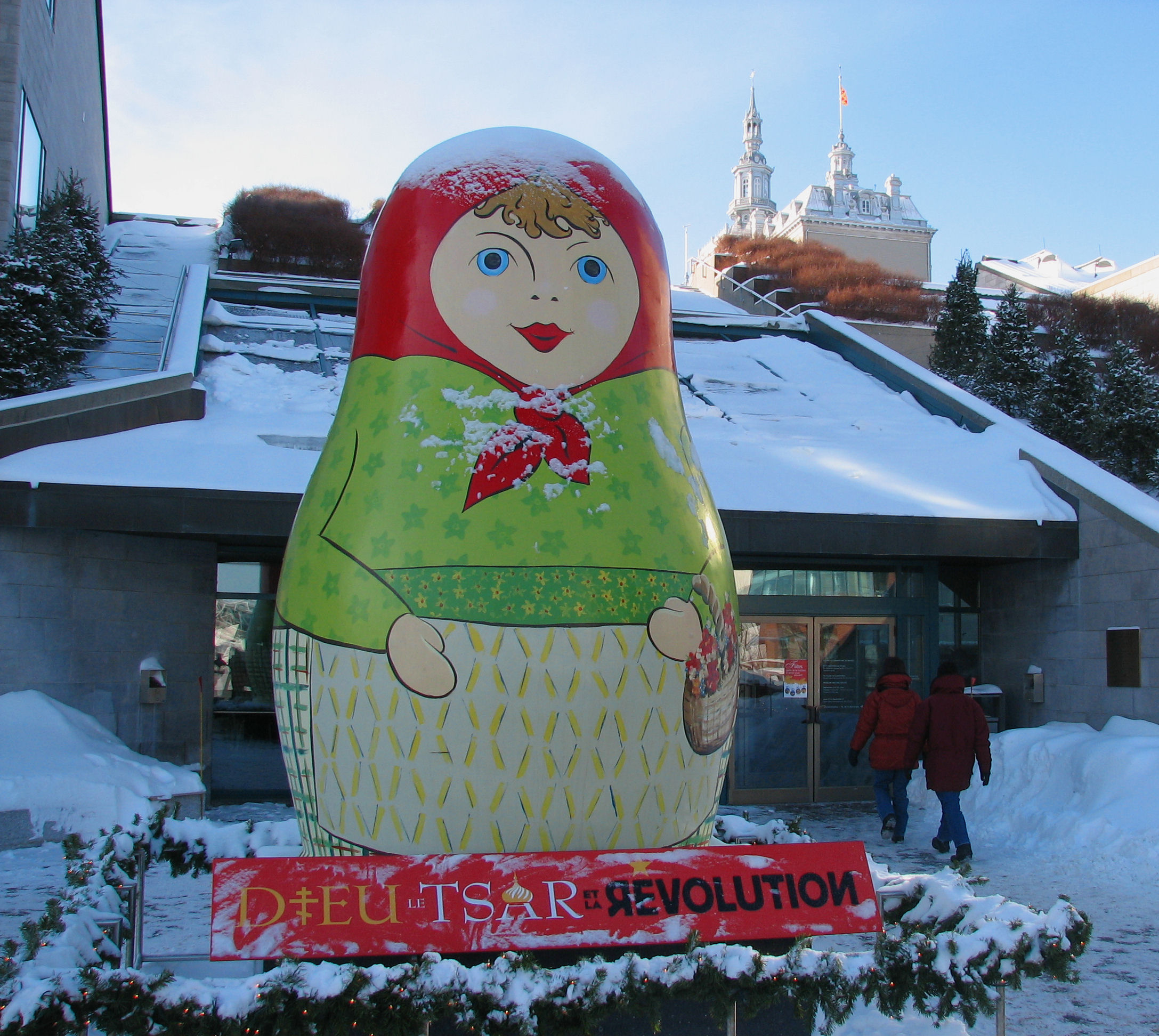